# Fiorenza Brioni
Fiorenza Brioni (Virgilio, 4 giugno 1956) è una politica italiana.

## Biografia
È stata membro della Federazione giovanile comunista sin da studente e ha poi svolto incarichi direzionali nel Partito Comunista Italiano concentrando la sua attività sul sociale, diritti civili, emancipazione femminile. Nel 1975 è eletta consigliera comunale a Virgilio con il PCI, poi consigliera provinciale della Provincia di Mantova nel 1980. Dal 1985 al 1995 siede in consiglio comunale a Mantova, mentre nel 1999 è nominata membro del consiglio di amministrazione dell'ASPEF (Azienda servizi alla persona e alla famiglia). È stata anche direttrice della locale Confesercenti.
Alle elezioni amministrative del 2005 è candidata a sindaco di Mantova con una coalizione di centro-sinistra, vincendo al secondo turno con il 54,5% di voti contro lo sfidante del centro-destra Roberto Vassalle. Il mandato entra in carica il 19 aprile 2005.
Ricandidata per un secondo mandato nel 2010, è però sconfitta dal candidato Nicola Sodano al secondo turno, ottenendo il 47,8% dei voti.